# Bruno II van Berg
Bruno II van Berg (circa 1100 - Trani, 29 mei 1137) was van 1131 tot aan zijn dood aartsbisschop van Keulen. Hij behoorde tot het huis Berg.

## Levensloop
Bruno II was een zoon van graaf Adolf I van Berg uit diens huwelijk met Adelheid, dochter van graaf Hendrik II van Lauffen.
Rond 1119 werd hij aangeduid als proost van de Sint-Kastorbasiliek in Koblenz. Vanaf 1127 was hij dan weer kanunnik en proost van de Sint-Gereonkerk in Keulen. In 1130 werd Bruno II verkozen tot aartsbisschop van Trier. Hij weigerde het mandaat echter wegens gezondheidsredenen, hij leed aan epilepsie. Op 25 december 1131 werd hij dan verkozen tot aartsbisschop van Keulen. Ditmaal aanvaardde hij het mandaat wel en op 18 maart 1132 werd hij tot bisschop gewijd.
In 1133 bouwde hij samen met zijn broers Adolf II en Everhard de burcht van Berge nabij Altenberg om tot een cisterciënzersabdij. Rond 1134 bevestigde hij ook de stichting van de door Hugo van Sponheim − zijn opvolger als aartsbisschop − opgerichte premonstratenzersabdij Knechtsteden in Dormagen.
In mei 1137 stierf Bruno II van Berg in Trani, Apulië, toen hij keizer Lotharius III begeleidde op een veldtocht tegen koning Rogier II van Sicilië.
- Gemeinsame Normdatei: 118674846
- Système universitaire de documentation: 204501296
- Virtual International Authority File: 40172411